# Rosoliszki (obwód miński)
Rosoliszki (biał. Расолішкі; ros. Расолишки) – wieś na Białorusi, w obwodzie mińskim, w rejonie wołożyńskim, w sielsowiecie Wołożyn, na skraju Puszczy Nalibockiej i przy drodze magistralnej .
W dwudziestoleciu międzywojennym leżały w Polsce, w województwie nowogródzkim, w powiecie wołożyńskim.
Na przeciwległym brzegu Wołożanki, która stanowi tu granicę obwodów mińskiego i grodzieńskiego, leży wieś Rosoliszki.